# Cyrtandra terrae-guilelmi
Cyrtandra terrae-guilelmi là một loài thực vật có hoa trong họ Tai voi. Loài này được K.Schum. mô tả khoa học đầu tiên năm 1888.